# Perizoma rhombifascia
Perizoma rhombifascia là một loài bướm đêm trong họ Geometridae.